# Conor Bradley
Conor Bradley (ur. 9 lipca 2003 w Castlederg) – północnoirlandzki piłkarz występujący na pozycji prawego obrońcy, w angielskim klubie Liverpool.

## Sukcesy

### Liverpool F.C.
- Puchar Anglii: 2021/2022
- EFL Cup: 2021/2022, 2023/2024[4]